# Donita Sparks
Donita Sparks, född 8 april 1963 i Chicago, Illinois, är en amerikansk sångerska, gitarrist och låtskrivare. Tillsammans med gitarristen Suzi Gardner bildade hon rockbandet L7 1985, med vilka hon gett ut sex studioalbum. 2007 bildade hon även soloprojektet Donita Sparks and the Stellar Moments, som släppte albumet Transmiticate 2008.

## Diskografi
Donita Sparks and the Stellar Moments
- 2008 – Transmiticate

L7
- 1988 – L7
- 1990 – Smell the Magic
- 1992 – Bricks Are Heavy
- 1994 – Hungry for Stink
- 1997 – The Beauty Process: Triple Platinum
- 1998 – Live: Omaha To Osaka (livealbum)
- 1999 – Slap-Happy
- 2000 – The Slash Years (samlingsalbum)
- 2016 – Fast and Frightening (samlingsalbum)
- 2017 – Detroit: Live (livealbum)
- 2019 – Scatter the Rats